# Adolf Diestelkamp
Adolf Diestelkamp (né le 30 janvier 1900 à Hanovre et mort le 26 février 1955 à Coblence) est un archiviste et historien allemand.

## Biographie
Après des études d'histoire à Göttingen et Fribourg entre 1918 et 1922, Diestelkamp se lance dans une carrière d'archiviste. En 1924, il réussit l'examen d'archiviste. De 1924 à 1929, il travailla aux Archives d'État prussiennes à Magdebourg. En 1930, Diestelkamp s'installe aux Archives d'État prussiennes de Stettin. Il y prend la direction en 1935, qu'il occupera théoriquement jusqu'au printemps 1945. En pratique, cependant, il a fait son service militaire depuis le début de la guerre.
Après la Seconde Guerre mondiale, il travaille de 1945 à 1947 aux Archives d'État de Münster, puis aux Archives d'État d'Hanovre (de) et enfin en 1952 aux Archives fédérales de Coblence.

## Activité scientifique
En 1922, Diestelkamp obtient son doctorat à l'université de Fribourg-en-Brisgau avec une thèse sur le développement du métier de tailleur en Allemagne jusqu'à la fin du XVIe siècle. Aux Archives d'État de Magdebourg, il s'intéresse notamment à l'histoire et à la tradition archivistique de l'évêché d'Halberstadt. Après avoir déménagé à Stettin, il prend la direction de la rédaction des Baltische Studien, l'annuaire de la Société d'histoire et d'archéologie de Poméranie, dont il devient président en 1935. Parallèlement, en tant que directeur des Archives d'État de Stettin, il devient secrétaire de la Commission historique de Poméranie.
Pendant la période Stettin, Diestelkamp collabore entre autres avec Albert Brackmann (de), Adolf Hofmeister et Otto Kunkel (de) dans l'organisation de recherches orientales à orientation ethnique en Poméranie.
Après la guerre, il se consacre non seulement à des sujets d'actualité concernant les archives en Allemagne, mais aussi et surtout à la problématique des personnes déplacées. Il renoue avec son activité à Stettin en fondant à nouveau la Commission historique de Poméranie, dont il devient alors le président. Depuis 1949, Diestelkamp est également directeur de la publication des Blätter für deutsche Landesgeschichte (de) (Feuilles d'histoire régionale allemande).

## Divers
Adolf Diestelkamp est le père de l'historien du droit Bernhard Diestelkamp (de). Il est membre de la fraternité Alemannia Göttingen depuis le semestre d'hiver 1918/19.

## Travaux
- Die Entwicklung des Schneidergewerbes in Deutschland bis zum Ausgang des 16. Jahrhunderts, Diss., Freiburg i. Br. 1922.
- Geschichte der Halberstädter Dombibliothek im Mittelalter, Magdeburg 1927.
- Das Staatsarchiv Stettin seit dem Weltkriege. In: Monatsblätter, hrsg. von der Gesellschaft für pommersche Geschichte und Altertumskunde, 52. Jg. (1938), S. 70–82.
- Das Archiv des Domstifts Halberstadt. In: Festschrift für Walter Möllenberg, 1939.
- Die Lage der deutschen Ostarchive. In: Der Archivar, 3. Jg. (1950), S. 78.
- Dokumentation der Vertreibung der Deutschen aus Ost-Mitteleuropa, Bd. 1, Bonn 1953, zusammen mit Theodor Schieder.
- Die Historische Kommission für Pommern. In: Zeitschrift für Ostforschung, 2. Jg. (1953), S. 282 f.